# Anthidiellum sternale
Anthidiellum sternale är en biart som beskrevs av Pasteels 1984. Anthidiellum sternale ingår i släktet Anthidiellum och familjen buksamlarbin. Inga underarter finns listade i Catalogue of Life.